# جوردن لوكاس
جوردن لوكاس (بالإنجليزية: Jordan Lucas)‏ هو لاعب كرة قدم أمريكية أمريكي، ولد في 2 أغسطس 1993 في نيو روتشيل في الولايات المتحدة.

## وصلات خارجية
- جوردن لوكاس على موقع مرجع كرة القدم المحترفة.كوم (الإنجليزية)
- جوردن لوكاس على موقع كلية كرة القدم في سبورتس رفرنس.كوم (الإنجليزية)